# Muchtar Muchtarow
Muchtar Muchtarow (* 6. Januar 1986 in Lənkəran, Aserbaidschanische SSR, Sowjetunion) ist ein kasachischer ehemaliger Fußballspieler.

## Karriere
Muchtar Muchtarow steht seit 2004 beim kasachischen Premjer-Liga-Klub Ordabassy Schymkent unter Vertrag. Sein Debüt feierte er in der Saison 2004. Im Jahr 2007 stand Muchtarow mit Ordabassy erstmals im Finale des kasachischen Pokals, unterlag allerdings Tobol Qostanai mit 0:3. Bei der zweiten Endspielteilnahme 2011 konnte er mit dem Verein den Gewinn des kasachischen Pokals feiern.
Sein Debüt für die Kasachische Fußballnationalmannschaft feierte er 2006. Nach fünfjähriger Abwesenheit wurde er nach starken Leistungen wieder in die Nationalmannschaft einberufen.

## Erfolge
- Kasachischer Pokalsieger 2011